# Lista över fornlämningar i Gotlands kommun (Sanda)
Lista över fornlämningar i Gotlands kommun (Sanda) är en förteckning av ett urval av de fornlämningar som finns i Sanda i Gotlands kommun.
| Namn                  | Lämningstyp                      | Tillkomsttid | Historisk indelning | Plats | Läge                 | ID-nr          | Bild                                      |
| --------------------- | -------------------------------- | ------------ | ------------------- | ----- | -------------------- | -------------- | ----------------------------------------- |
| Sanda 1:1             | Gravfält                         |              | Sanda, Gotland      |       | 57.417710, 18.192585 | 10096100010001 | Ladda upp en bild av detta fornminne      |
| Julmännen (Sanda 2:1) | Gravfält                         |              | Sanda, Gotland      |       | 57.415491, 18.189937 | 10096100020001 | Ladda upp en bild av detta fornminne      |
| Sanda 3:1             | Grav markerad av sten/block      |              | Sanda, Gotland      |       | 57.417168, 18.192283 | 10096100030001 | Ladda upp en bild av detta fornminne      |
| Sanda 3:2             | Grav markerad av sten/block      |              | Sanda, Gotland      |       | 57.417026, 18.192098 | 10096100030002 | Ladda upp en bild av detta fornminne      |
| Sanda 3:3             | Grav markerad av sten/block      |              | Sanda, Gotland      |       | 57.417059, 18.192053 | 10096100030003 | Ladda upp en bild av detta fornminne      |
| Sanda 3:4             | Grav markerad av sten/block      |              | Sanda, Gotland      |       | 57.416974, 18.192075 | 10096100030004 | Ladda upp en bild av detta fornminne      |
| Sanda 6:1             | Gravfält                         |              | Sanda, Gotland      |       | 57.412917, 18.182482 | 10096100060001 | Ladda upp en bild av detta fornminne      |
| Sanda 7:1             | Röse                             |              | Sanda, Gotland      |       | 57.425336, 18.181409 | 10096100070001 | Ladda upp en bild av detta fornminne      |
| Sanda 8:1             | Röse                             |              | Sanda, Gotland      |       | 57.426516, 18.186919 | 10096100080001 | Ladda upp en bild av detta fornminne      |
| Sanda 8:2             | Stensättning                     |              | Sanda, Gotland      |       | 57.426696, 18.187196 | 10096100080002 | Ladda upp en bild av detta fornminne      |
| Sanda 8:3             | Stensättning                     |              | Sanda, Gotland      |       | 57.426553, 18.187318 | 10096100080003 | Ladda upp en bild av detta fornminne      |
| Sanda 9:1             | Grav markerad av sten/block      |              | Sanda, Gotland      |       | 57.426996, 18.187217 | 10096100090001 | Ladda upp en bild av detta fornminne      |
| Sanda 9:2             | Grav markerad av sten/block      |              | Sanda, Gotland      |       | 57.426868, 18.187236 | 10096100090002 | Ladda upp en bild av detta fornminne      |
| Sanda 9:3             | Grav markerad av sten/block      |              | Sanda, Gotland      |       | 57.426872, 18.187238 | 10096100090003 | Ladda upp en bild av detta fornminne      |
| Sanda 10:1            | Stensättning                     |              | Sanda, Gotland      |       | 57.422936, 18.198138 | 10096100100001 | Ladda upp en bild av detta fornminne      |
| Sanda 11:1            | Stensättning                     |              | Sanda, Gotland      |       | 57.427117, 18.191518 | 10096100110001 | Ladda upp en bild av detta fornminne      |
| Sanda 12:1            | Stensättning                     |              | Sanda, Gotland      |       | 57.427404, 18.192890 | 10096100120001 | Ladda upp en bild av detta fornminne      |
| Sanda 12:2            | Stensättning                     |              | Sanda, Gotland      |       | 57.427246, 18.192981 | 10096100120002 | Ladda upp en bild av detta fornminne      |
| Sanda 12:3            | Stensättning                     |              | Sanda, Gotland      |       | 57.427179, 18.193140 | 10096100120003 | Ladda upp en bild av detta fornminne      |
| Hägrör (Sanda 13:1)   | Gravfält                         |              | Sanda, Gotland      |       | 57.427041, 18.194980 | 10096100130001 | Ladda upp en bild av detta fornminne      |
| Sanda 15:1            | Stensättning                     |              | Sanda, Gotland      |       | 57.427297, 18.196736 | 10096100150001 | Ladda upp en bild av detta fornminne      |
| Sanda 15:2            | Stensättning                     |              | Sanda, Gotland      |       | 57.427133, 18.196721 | 10096100150002 | Ladda upp en bild av detta fornminne      |
| Sanda 16:1            | Stensättning                     |              | Sanda, Gotland      |       | 57.426485, 18.194581 | 10096100160001 | Ladda upp en bild av detta fornminne      |
| Sanda 17:1            | Röse                             |              | Sanda, Gotland      |       | 57.424959, 18.194028 | 10096100170001 | Ladda upp en bild av detta fornminne      |
| Sanda 17:2            | Stensättning                     |              | Sanda, Gotland      |       | 57.425037, 18.193872 | 10096100170002 | Ladda upp en bild av detta fornminne      |
| Sanda 19:1            | Gravfält                         |              | Sanda, Gotland      |       | 57.411216, 18.165952 | 10096100190001 | Ladda upp en bild av detta fornminne      |
| Sanda 20:2            | Stensättning                     |              | Sanda, Gotland      |       | 57.414698, 18.165522 | 10096100200002 | Ladda upp en bild av detta fornminne      |
| Sanda 22:1            | Gravfält                         |              | Sanda, Gotland      |       | 57.422632, 18.164137 | 10096100220001 | Ladda upp en bild av detta fornminne      |
| Sanda 23:1            | Stensättning                     |              | Sanda, Gotland      |       | 57.428587, 18.176858 | 10096100230001 | Ladda upp en bild av detta fornminne      |
| Sanda 23:2            | Stensättning                     |              | Sanda, Gotland      |       | 57.428533, 18.177188 | 10096100230002 | Ladda upp en bild av detta fornminne      |
| Sanda 24:1            | Stensättning                     |              | Sanda, Gotland      |       | 57.428710, 18.178001 | 10096100240001 | Ladda upp en bild av detta fornminne      |
| Sanda 25:1            | Gravfält                         |              | Sanda, Gotland      |       | 57.435814, 18.190996 | 10096100250001 | Ladda upp en bild av detta fornminne      |
| Sanda 26:1            | Husgrund, förhistorisk/medeltida |              | Sanda, Gotland      |       | 57.433900, 18.193446 | 11000000002440 | Ladda upp en bild av detta fornminne      |
| Sanda 26:2            | Husgrund, förhistorisk/medeltida |              | Sanda, Gotland      |       | 57.434155, 18.194099 | 11000000002441 | Ladda upp en bild av detta fornminne      |
| Sanda 27:1            | Husgrund, förhistorisk/medeltida |              | Sanda, Gotland      |       | 57.441688, 18.192475 | 10096100270001 | Ladda upp en bild av detta fornminne      |
| Sanda 27:2            | Husgrund, förhistorisk/medeltida |              | Sanda, Gotland      |       | 57.441592, 18.192259 | 10096100270002 | Ladda upp en bild av detta fornminne      |
| Sanda 27:3            | Husgrund, förhistorisk/medeltida |              | Sanda, Gotland      |       | 57.441529, 18.192916 | 10096100270003 | Ladda upp en bild av detta fornminne      |
| Sanda 28:1            | Gravfält                         |              | Sanda, Gotland      |       | 57.404466, 18.186161 | 10096100280001 | Ladda upp en bild av detta fornminne      |
| Sanda 29:1            | Stensättning                     |              | Sanda, Gotland      |       | 57.407822, 18.209645 | 10096100290001 | Ladda upp en bild av detta fornminne      |
| Sanda 30:1            | Röse                             |              | Sanda, Gotland      |       | 57.411283, 18.211594 | 10096100300001 | Ladda upp en bild av detta fornminne      |
| Sanda 30:2            | Stensättning                     |              | Sanda, Gotland      |       | 57.411325, 18.211302 | 10096100300002 | Ladda upp en bild av detta fornminne      |
| Sanda 31:1            | Stensättning                     |              | Sanda, Gotland      |       | 57.417637, 18.210988 | 10096100310001 | Ladda upp en bild av detta fornminne      |
| Sanda 32:1            | Husgrund, förhistorisk/medeltida |              | Sanda, Gotland      |       | 57.422842, 18.215207 | 10096100320001 | Ladda upp en bild av detta fornminne      |
| Sanda 32:2            | Stensättning                     |              | Sanda, Gotland      |       | 57.422726, 18.215073 | 10096100320002 | Ladda upp en bild av detta fornminne      |
| Sanda 32:3            | Husgrund, förhistorisk/medeltida |              | Sanda, Gotland      |       | 57.422632, 18.215090 | 10096100320003 | Ladda upp en bild av detta fornminne      |
| Sanda 32:4            | Hög                              |              | Sanda, Gotland      |       | 57.422189, 18.214234 | 10096100320004 | Ladda upp en bild av detta fornminne      |
| Sanda 33:1            | Bildristning                     |              | Sanda, Gotland      |       | 57.429394, 18.223648 | 10096100330001 | Ladda upp en bild av detta fornminne      |
| Sanda 34:1            | Bildristning                     |              | Sanda, Gotland      |       | 57.429070, 18.222926 | 10096100340001 | Ladda upp en bild av detta fornminne      |
| Sanda 35:1            | Hällristning                     |              | Sanda, Gotland      |       | 57.428971, 18.223117 | 11100000001328 | Ladda upp en bild av detta fornminne      |
| Sanda 35:2            | Hällristning                     |              | Sanda, Gotland      |       | 57.428973, 18.223113 | 11100000001329 | Ladda upp en bild av detta fornminne      |
| Sanda 36:1            | Gravfält                         |              | Sanda, Gotland      |       | 57.433017, 18.212223 | 10096100360001 | Ladda upp en bild av detta fornminne      |
| Sanda 37:1            | Husgrund, förhistorisk/medeltida |              | Sanda, Gotland      |       | 57.428966, 18.199956 | 11000000002444 | Ladda upp en bild av detta fornminne      |
| Sanda 38:1            | Gravfält                         |              | Sanda, Gotland      |       | 57.415505, 18.214839 | 10096100380001 | Ladda upp en bild av detta fornminne      |
| Sanda 39:1            | Stensättning                     |              | Sanda, Gotland      |       | 57.419552, 18.216614 | 10096100390001 | Ladda upp en bild av detta fornminne      |
| Sanda 40:1            | Röse                             |              | Sanda, Gotland      |       | 57.409423, 18.212949 | 10096100400001 | Ladda upp en bild av detta fornminne      |
| Sanda 41:1            | Röse                             |              | Sanda, Gotland      |       | 57.405150, 18.206597 | 10096100410001 | Ladda upp en bild av detta fornminne      |
| Sanda 42:2            | Stensättning                     |              | Sanda, Gotland      |       | 57.410922, 18.216344 | 10096100420002 | Ladda upp en bild av detta fornminne      |
| Sanda 42:3            | Stensättning                     |              | Sanda, Gotland      |       | 57.411014, 18.216458 | 10096100420003 | Ladda upp en bild av detta fornminne      |
| Sanda 42:4            | Stensättning                     |              | Sanda, Gotland      |       | 57.411020, 18.216151 | 10096100420004 | Ladda upp en bild av detta fornminne      |
| Sanda 43:1            | Röse                             |              | Sanda, Gotland      |       | 57.408251, 18.218541 | 10096100430001 | Ladda upp en bild av detta fornminne      |
| Sanda 43:2            | Röse                             |              | Sanda, Gotland      |       | 57.408224, 18.218941 | 10096100430002 | Ladda upp en bild av detta fornminne      |
| Sanda 43:3            | Röse                             |              | Sanda, Gotland      |       | 57.408231, 18.219314 | 10096100430003 | Ladda upp en bild av detta fornminne      |
| Sanda 44:1            | Grav markerad av sten/block      |              | Sanda, Gotland      |       | 57.409919, 18.218926 | 10096100440001 | Ladda upp en bild av detta fornminne      |
| Sanda 45:1            | Husgrund, förhistorisk/medeltida |              | Sanda, Gotland      |       | 57.443532, 18.192295 | 10096100450001 | Ladda upp en bild av detta fornminne      |
| Sanda 54:1            | Gravfält                         |              | Sanda, Gotland      |       | 57.463419, 18.206311 | 10096100540001 | Ladda upp en bild av detta fornminne      |
| Sanda 55:1            | Husgrund, förhistorisk/medeltida |              | Sanda, Gotland      |       | 57.463003, 18.214009 | 10096100550001 | Ladda upp en bild av detta fornminne      |
| Sanda 55:2            | Husgrund, förhistorisk/medeltida |              | Sanda, Gotland      |       | 57.463111, 18.213704 | 10096100550002 | Ladda upp en bild av detta fornminne      |
| Sanda 56:1            | Stensättning                     |              | Sanda, Gotland      |       | 57.443802, 18.201725 | 10096100560001 | Ladda upp en bild av detta fornminne      |
| Sanda 58:1            | Stenkrets                        |              | Sanda, Gotland      |       | 57.454570, 18.206762 | 10096100580001 | Ladda upp en bild av detta fornminne      |
| Sanda 59:1            | Husgrund, förhistorisk/medeltida |              | Sanda, Gotland      |       | 57.405433, 18.259947 | 10096100590001 | Ladda upp en bild av detta fornminne      |
| Sanda 59:2            | Husgrund, förhistorisk/medeltida |              | Sanda, Gotland      |       | 57.405375, 18.259590 | 10096100590002 | Ladda upp en bild av detta fornminne      |
| Sanda 59:3            | Husgrund, förhistorisk/medeltida |              | Sanda, Gotland      |       | 57.405036, 18.259696 | 10096100590003 | Ladda upp en bild av detta fornminne      |
| Sanda 59:4            | Husgrund, förhistorisk/medeltida |              | Sanda, Gotland      |       | 57.405098, 18.259987 | 10096100590004 | Ladda upp en bild av detta fornminne      |
| Sanda 60:1            | Gravfält                         |              | Sanda, Gotland      |       | 57.403960, 18.248659 | 10096100600001 | Ladda upp en bild av detta fornminne      |
| Sanda 61:1            | Minnesmärke                      |              | Sanda, Gotland      |       | 57.420849, 18.259301 | 10096100610001 | Ladda upp en bild av detta fornminne      |
| Sanda 62:1            | Hällristning                     |              | Sanda, Gotland      |       | 57.457045, 18.218971 | 11100000001411 | Ladda upp en bild av detta fornminne      |
| Sanda 63:1            | Husgrund, förhistorisk/medeltida |              | Sanda, Gotland      |       | 57.427510, 18.236648 | 10096100630001 | Ladda upp en bild av detta fornminne      |
| Sanda 63:2            | Grav markerad av sten/block      |              | Sanda, Gotland      |       | 57.425590, 18.239419 | 10096100630002 | Ladda upp en bild av detta fornminne      |
| Sanda 64:1            | Husgrund, förhistorisk/medeltida |              | Sanda, Gotland      |       | 57.424790, 18.239994 | 10096100640001 | Ladda upp en bild av detta fornminne      |
| Sanda 65:1            | Hällristning                     |              | Sanda, Gotland      |       | 57.433586, 18.239377 | 11100000001412 | Ladda upp en bild av detta fornminne      |
| Sanda 66:1            | Husgrund, förhistorisk/medeltida |              | Sanda, Gotland      |       | 57.431021, 18.237996 | 10096100660001 | Ladda upp en bild av detta fornminne      |
| Sanda 67:1            | Husgrund, förhistorisk/medeltida |              | Sanda, Gotland      |       | 57.450404, 18.233678 | 10096100670001 | Ladda upp en bild av detta fornminne      |
| Sanda 68:1            | Husgrund, förhistorisk/medeltida |              | Sanda, Gotland      |       | 57.447615, 18.231286 | 10096100680001 | Ladda upp en bild av detta fornminne      |
| Sanda 68:2            | Husgrund, förhistorisk/medeltida |              | Sanda, Gotland      |       | 57.447852, 18.231055 | 10096100680002 | Ladda upp en bild av detta fornminne      |
| Sanda 69:1            | Husgrund, förhistorisk/medeltida |              | Sanda, Gotland      |       | 57.446175, 18.232292 | 10096100690001 | Ladda upp en bild av detta fornminne      |
| Sanda 69:2            | Husgrund, förhistorisk/medeltida |              | Sanda, Gotland      |       | 57.445911, 18.232482 | 10096100690002 | Ladda upp en bild av detta fornminne      |
| Sanda 70:1            | Gravfält                         |              | Sanda, Gotland      |       | 57.445050, 18.238586 | 10096100700001 | Ladda upp en bild av detta fornminne      |
| Sanda 72:1            | Stensättning                     |              | Sanda, Gotland      |       | 57.454601, 18.204714 | 10096100720001 | Ladda upp en bild av detta fornminne      |
| Sanda 72:2            | Grav markerad av sten/block      |              | Sanda, Gotland      |       | 57.454504, 18.204740 | 10096100720002 | Ladda upp en bild av detta fornminne      |
| Sanda 72:3            | Grav markerad av sten/block      |              | Sanda, Gotland      |       | 57.454506, 18.204773 | 10096100720003 | Ladda upp en bild av detta fornminne      |
| Sanda 72:4            | Grav markerad av sten/block      |              | Sanda, Gotland      |       | 57.454505, 18.204861 | 10096100720004 | Ladda upp en bild av detta fornminne      |
| Sanda 75:1            | Stensättning                     |              | Sanda, Gotland      |       | 57.412129, 18.165720 | 10096100750001 | Ladda upp en bild av detta fornminne      |
| Sanda 75:2            | Stensättning                     |              | Sanda, Gotland      |       | 57.412092, 18.165837 | 10096100750002 | Ladda upp en bild av detta fornminne      |
| Sanda 75:3            | Stensättning                     |              | Sanda, Gotland      |       | 57.412626, 18.165660 | 10096100750003 | Ladda upp en bild av detta fornminne      |
| Sanda 75:4            | Grav övrig                       |              | Sanda, Gotland      |       | 57.412550, 18.166298 | 10096100750004 | Ladda upp en bild av detta fornminne      |
| Sanda 77:1            | Husgrund, förhistorisk/medeltida |              | Sanda, Gotland      |       | 57.409593, 18.238879 | 10096100770001 | Ladda upp en bild av detta fornminne      |
| Sanda 77:2            | Husgrund, förhistorisk/medeltida |              | Sanda, Gotland      |       | 57.409317, 18.238173 | 10096100770002 | Ladda upp en bild av detta fornminne      |
| Sanda 86:1            | Hög                              |              | Sanda, Gotland      |       | 57.419819, 18.232515 | 10096100860001 | Ladda upp en bild av detta fornminne      |
| Sanda 86:2            | Stensättning                     |              | Sanda, Gotland      |       | 57.419581, 18.231648 | 10096100860002 | Ladda upp en bild av detta fornminne      |
| Sanda 91:1            | Stensättning                     |              | Sanda, Gotland      |       | 57.422146, 18.235146 | 10096100910001 | Ladda upp en bild av detta fornminne      |
| Sanda 105:1           | Husgrund, förhistorisk/medeltida |              | Sanda, Gotland      |       | 57.422544, 18.213327 | 11000000002459 | Ladda upp en bild av detta fornminne      |
| Sanda 106:1           | Stensättning                     |              | Sanda, Gotland      |       | 57.420953, 18.213872 | 10096101060001 | Ladda upp en bild av detta fornminne      |
| Sanda 106:2           | Stensättning                     |              | Sanda, Gotland      |       | 57.421095, 18.213390 | 10096101060002 | Ladda upp en bild av detta fornminne      |
| Sanda 106:3           | Stensättning                     |              | Sanda, Gotland      |       | 57.421247, 18.212998 | 10096101060003 | Ladda upp en bild av detta fornminne      |
| Sanda 107:1           | Bildristning                     |              | Sanda, Gotland      |       | 57.419437, 18.226261 | 10096101070001 | Ladda upp en bild av detta fornminne      |
| Sanda 111:1           | Gravfält                         |              | Sanda, Gotland      |       | 57.421813, 18.211287 | 10096101110001 | Ladda upp en bild av detta fornminne      |
| Sanda 119:1           | Fiskeläge                        |              | Sanda, Gotland      |       | 57.410109, 18.162262 | 10096101190001 | Ladda upp en till bild av detta fornminne |
| Sanda 122:1           | Borg                             |              | Sanda, Gotland      |       | 57.397752, 18.173927 | 10096101220001 | Ladda upp en till bild av detta fornminne |
| Sanda 122:3           | Borg                             |              | Sanda, Gotland      |       | 57.397259, 18.175100 | 10096101220003 | Ladda upp en bild av detta fornminne      |
| Sanda 122:4           | Borg                             |              | Sanda, Gotland      |       | 57.397119, 18.173883 | 10096101220004 | Ladda upp en bild av detta fornminne      |
| Sanda 123:1           | Röse                             |              | Sanda, Gotland      |       | 57.413257, 18.165370 | 10096101230001 | Ladda upp en bild av detta fornminne      |
| Sanda 123:2           | Röse                             |              | Sanda, Gotland      |       | 57.413115, 18.165489 | 10096101230002 | Ladda upp en bild av detta fornminne      |
| Sanda 123:3           | Stensättning                     |              | Sanda, Gotland      |       | 57.413257, 18.164809 | 10096101230003 | Ladda upp en bild av detta fornminne      |
| Sanda 126:1           | Stensättning                     |              | Sanda, Gotland      |       | 57.419774, 18.168176 | 10096101260001 | Ladda upp en bild av detta fornminne      |
| Sanda 126:4           | Stensättning                     |              | Sanda, Gotland      |       | 57.420251, 18.167402 | 10096101260004 | Ladda upp en bild av detta fornminne      |
| Sanda 126:5           | Stensättning                     |              | Sanda, Gotland      |       | 57.420366, 18.167240 | 10096101260005 | Ladda upp en bild av detta fornminne      |
| Sanda 127:1           | Stensättning                     |              | Sanda, Gotland      |       | 57.423039, 18.167829 | 10096101270001 | Ladda upp en bild av detta fornminne      |
| Sanda 127:2           | Grav markerad av sten/block      |              | Sanda, Gotland      |       | 57.423016, 18.168624 | 10096101270002 | Ladda upp en bild av detta fornminne      |
| Sanda 127:3           | Stensättning                     |              | Sanda, Gotland      |       | 57.422859, 18.168127 | 10096101270003 | Ladda upp en bild av detta fornminne      |
| Sanda 128:1           | Stensättning                     |              | Sanda, Gotland      |       | 57.426421, 18.180893 | 10096101280001 | Ladda upp en bild av detta fornminne      |
| Sanda 128:2           | Stensättning                     |              | Sanda, Gotland      |       | 57.426421, 18.180502 | 10096101280002 | Ladda upp en bild av detta fornminne      |
| Sanda 128:3           | Stensättning                     |              | Sanda, Gotland      |       | 57.426588, 18.180632 | 10096101280003 | Ladda upp en bild av detta fornminne      |
| Sanda 130:1           | Stensättning                     |              | Sanda, Gotland      |       | 57.414947, 18.149815 | 10096101300001 | Ladda upp en bild av detta fornminne      |
| Sanda 132:1           | Gravfält                         |              | Sanda, Gotland      |       | 57.412188, 18.153911 | 10096101320001 | Ladda upp en bild av detta fornminne      |
| Sanda 134:1           | Runristning                      |              | Sanda, Gotland      |       | 57.431974, 18.216480 | 10096101340001 | Ladda upp en bild av detta fornminne      |
| Sanda 137:1           | Husgrund, förhistorisk/medeltida |              | Sanda, Gotland      |       | 57.430402, 18.197508 | 11000000002463 | Ladda upp en bild av detta fornminne      |
| Sanda 138:1           | Stensättning                     |              | Sanda, Gotland      |       | 57.404728, 18.176153 | 10096101380001 | Ladda upp en bild av detta fornminne      |
| Sanda 141:1           | Bildristning                     |              | Sanda, Gotland      |       | 57.435888, 18.192324 | 10096101410001 | Ladda upp en bild av detta fornminne      |
| Sanda 144:1           | Husgrund, förhistorisk/medeltida |              | Sanda, Gotland      |       | 57.439338, 18.193569 | 10096101440001 | Ladda upp en bild av detta fornminne      |
| Sanda 144:2           | Husgrund, förhistorisk/medeltida |              | Sanda, Gotland      |       | 57.439181, 18.193334 | 10096101440002 | Ladda upp en bild av detta fornminne      |
| Sanda 144:3           | Husgrund, förhistorisk/medeltida |              | Sanda, Gotland      |       | 57.438995, 18.193419 | 10096101440003 | Ladda upp en bild av detta fornminne      |
| Sanda 144:4           | Husgrund, förhistorisk/medeltida |              | Sanda, Gotland      |       | 57.438958, 18.193808 | 10096101440004 | Ladda upp en bild av detta fornminne      |
| Sanda 144:5           | Husgrund, förhistorisk/medeltida |              | Sanda, Gotland      |       | 57.439307, 18.194063 | 10096101440005 | Ladda upp en bild av detta fornminne      |
| Sanda 146:1           | Hällristning                     |              | Sanda, Gotland      |       | 57.441947, 18.191897 | 11100000001069 | Ladda upp en bild av detta fornminne      |
| Sanda 148:1           | Stensättning                     |              | Sanda, Gotland      |       | 57.447450, 18.184489 | 10096101480001 | Ladda upp en bild av detta fornminne      |
| Sanda 149:1           | Röse                             |              | Sanda, Gotland      |       | 57.447787, 18.184857 | 10096101490001 | Ladda upp en bild av detta fornminne      |
| Sanda 152:1           | Stensättning                     |              | Sanda, Gotland      |       | 57.437624, 18.178078 | 10096101520001 | Ladda upp en bild av detta fornminne      |
| Sanda 155:3           | Hällristning                     |              | Sanda, Gotland      |       | 57.449569, 18.206360 | 11100000001070 | Ladda upp en bild av detta fornminne      |
| Sanda 160:1           | Röse                             |              | Sanda, Gotland      |       | 57.457718, 18.215607 | 10096101600001 | Ladda upp en bild av detta fornminne      |
| Sanda 163:1           | Gravfält                         |              | Sanda, Gotland      |       | 57.443490, 18.200816 | 10096101630001 | Ladda upp en bild av detta fornminne      |
| Sanda 175:1           | Gravfält                         |              | Sanda, Gotland      |       | 57.434363, 18.210304 | 10096101750001 | Ladda upp en bild av detta fornminne      |
| Sanda 182:1           | Stensättning                     |              | Sanda, Gotland      |       | 57.395645, 18.174341 | 10096101820001 | Ladda upp en bild av detta fornminne      |
| Sanda 183:1           | Gravfält                         |              | Sanda, Gotland      |       | 57.413394, 18.151807 | 10096101830001 | Ladda upp en till bild av detta fornminne |
| Sanda 186:1           | Stensättning                     |              | Sanda, Gotland      |       | 57.425419, 18.191900 | 10096101860001 | Ladda upp en bild av detta fornminne      |
| Sanda 187:1           | Husgrund, förhistorisk/medeltida |              | Sanda, Gotland      |       | 57.450948, 18.232453 | 10096101870001 | Ladda upp en bild av detta fornminne      |
| Sanda 190:1           | Husgrund, förhistorisk/medeltida |              | Sanda, Gotland      |       | 57.406020, 18.251538 | 10096101900001 | Ladda upp en bild av detta fornminne      |
| Sanda 193:1           | Hällristning                     |              | Sanda, Gotland      |       | 57.421451, 18.256870 | 11100000001071 | Ladda upp en bild av detta fornminne      |
| Sanda 194:1           | Gravfält                         |              | Sanda, Gotland      |       | 57.420254, 18.259633 | 10096101940001 | Ladda upp en bild av detta fornminne      |
| Sanda 213             | Stensättning                     |              | Sanda, Gotland      |       | 57.459687, 18.204789 | 12000000029051 | Ladda upp en bild av detta fornminne      |
| Sanda 303             | Röse                             |              | Sanda, Gotland      |       | 57.418881, 18.187039 | 12000000071522 | Ladda upp en bild av detta fornminne      |
| Sanda 307             | Stensättning                     |              | Sanda, Gotland      |       | 57.431061, 18.179227 | 12000000071526 | Ladda upp en bild av detta fornminne      |
| Sanda 318             | Stensättning                     |              | Sanda, Gotland      |       | 57.420285, 18.179431 | 12000000071653 | Ladda upp en bild av detta fornminne      |
| Sanda 326             | Röse                             |              | Sanda, Gotland      |       | 57.419401, 18.206327 | 12000000071661 | Ladda upp en bild av detta fornminne      |
| Julmännen (Sanda 345) | Hällristning                     |              | Sanda, Gotland      |       | 57.415471, 18.189952 | 12000000121175 | Ladda upp en bild av detta fornminne      |
| Mästerby 24:1         | Stensättning                     |              | Sanda, Gotland      |       | 57.449574, 18.267771 | 10095300240001 | Ladda upp en bild av detta fornminne      |
| Mästerby 38:1         | Stensättning                     |              | Sanda, Gotland      |       | 57.448064, 18.275008 | 10095300380001 | Ladda upp en bild av detta fornminne      |
| Mästerby 62:1         | Stensättning                     |              | Sanda, Gotland      |       | 57.445880, 18.274672 | 10095300620001 | Ladda upp en bild av detta fornminne      |
| Mästerby 62:2         | Stensättning                     |              | Sanda, Gotland      |       | 57.445787, 18.274658 | 10095300620002 | Ladda upp en bild av detta fornminne      |